# Coupe du monde de pentathlon moderne
La Coupe du monde de pentathlon moderne est une compétition internationale de pentathlon moderne se tenant annuellement sous l'égide de l'Union internationale de pentathlon moderne (UIPM). Elle est composée chaque année de 4 à 6 manches et d'une finale à laquelle participe les athlètes ayant cumulé le plus de points lors des manches.

## Tableau des médailles
| Rang  | Nation       | Or | Argent | Bronze | Total |
| ----- | ------------ | -- | ------ | ------ | ----- |
| -     | Lituanie     | 5  | 4      | 2      |       |
| -     | Hongrie      | 4  | 3      | 4      |       |
| -     | Russie       | 4  | 2      | 2      |       |
| -     | Allemagne    | 3  | 1      | 2      |       |
| -     | Italie       | 3  |        | 2      |       |
| -     | Ukraine      | 2  | 5      | 1      |       |
| -     | Royaume-Uni  | 2  | 2      | 1      |       |
| -     | France       | 2  |        | 2      |       |
| -     | Lettonie     | 1  | 3      | 4      |       |
| -     | Tchéquie     | 1  | 2      | 2      |       |
| -     | Pologne      | 1  | 2      | 2      |       |
| -     | Égypte       | 1  |        |        |       |
| -     | Kazakhstan   | 1  |        |        |       |
| -     | Chine        |    | 1      | 2      |       |
| -     | Biélorussie  |    | 1      | 1      |       |
| -     | Brésil       |    | 1      | 1      |       |
| -     | Corée du Sud |    | 1      |        |       |
| -     | Mexique      |    |        | 2      |       |
| -     | États-Unis   |    |        | 1      |       |
| Total |              |    |        |        |       |

après 2014